# San Giovanni Calibita
San Giovanni Calibita ou Igreja de São João Calibita é uma igreja localizada no rione Ripa de Roma, na Isola Tiberina, perto do Hospital Fatebenefratelli.

## História
Documentos atestam a existência de uma igreja neste local desde o século XIV chamada em latim Sancti Ioannis de insula ou Sancti Ioannis Cantofiume. É provável que ela tenha sido construída no local onde estava o templo de "Iuppiter Iurarius". Armellini afirma que a primeira igreja foi construída pelos soldados de Genserico e reconstruída em 464 por Pedro, bispo de Porto, que controlava a Isola Tiberina. Porém, a mais antiga evidência documental é uma bula do papa Bento XIII em 1018. Por séculos, San Giovanni foi a igreja anexa ao mosteiro beneditino vizinho.
A obra no edifício atual começou em 1584 já sobre as ruínas desta antiga igreja e, durante as obras, os restos de São João Calibita foram encontrados sob o altar-mor. Em 1640, o edifício foi novamente reconstruído: a fachada só se completou em 1711 e a rica decoração do interior, em 1742, obra de Corrado Giaquinto.
San Giovanni abriga um ícone conhecido como Madonna della Lampada, do século XIII, uma imagem tradicionalmente associada a um milagre: ela ficava antes na margem do rio junto a uma lamparina votiva. Durante uma grande enchente do Tibre em 1557, diz-se que a luz da lamparina, mesmo submersa, não se apagou.

## Galeria

Imagens da igreja
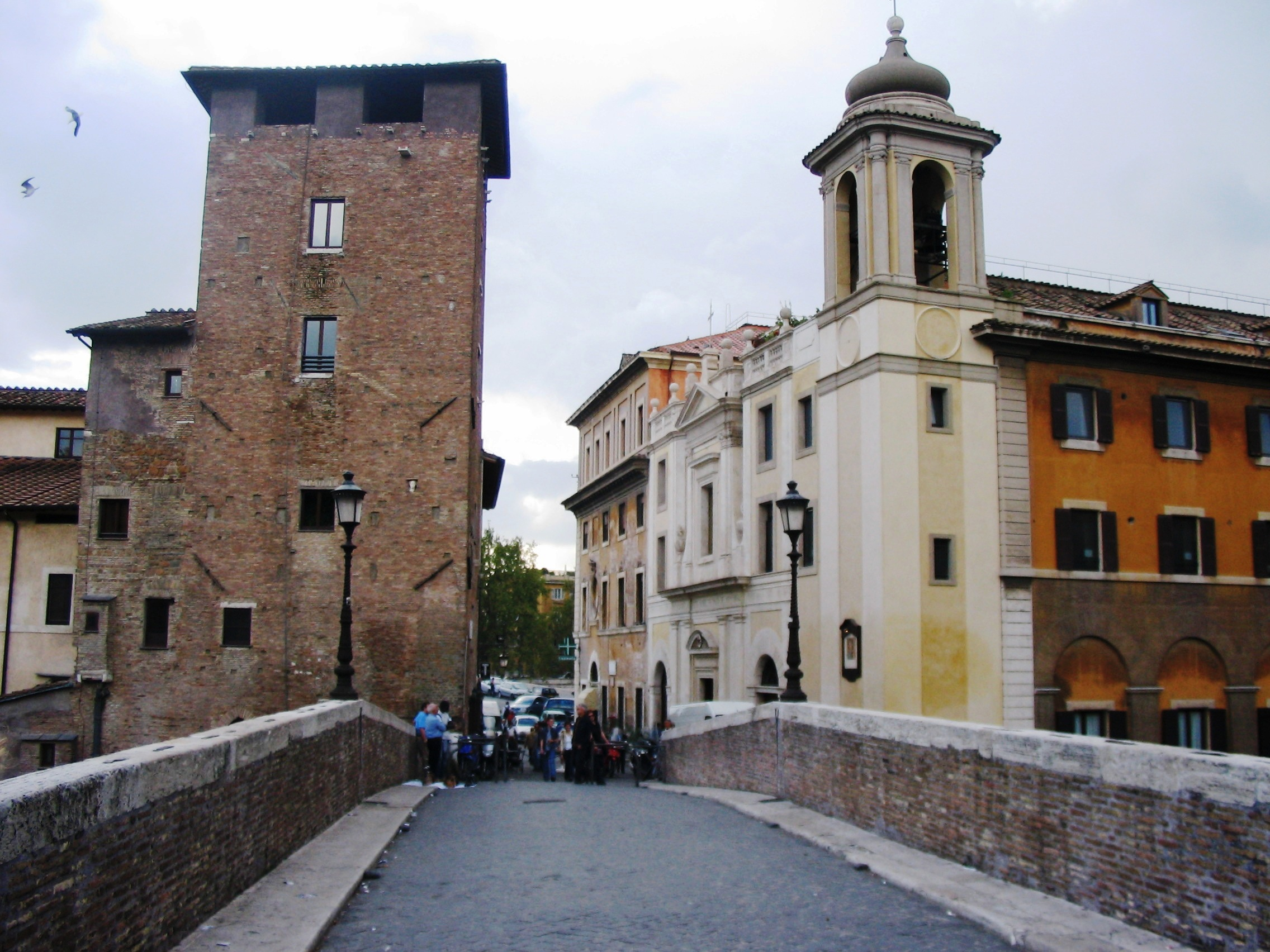
Vista a partir da Ponte Fabrício. À esquerda, a Torre Caetani.
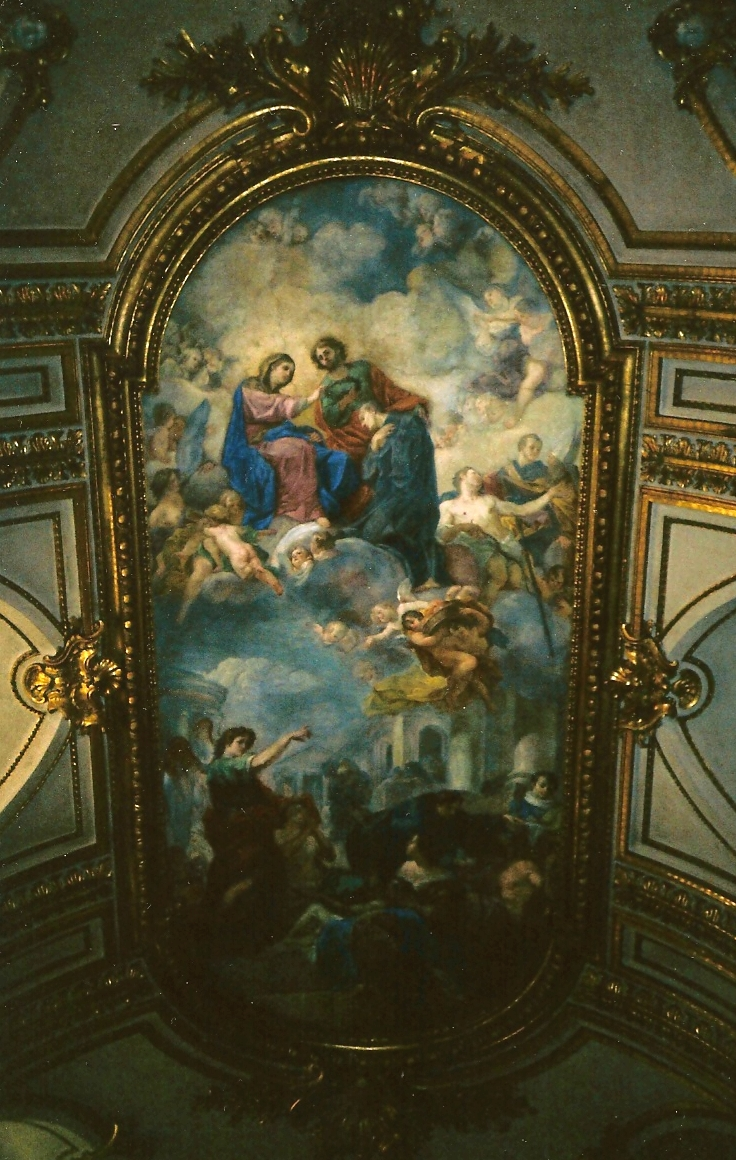
Teto:"Glória de São João de Deus" (1741-1742), de Corrado Giaquinto